# Prodrug
A prodrug olyan vegyület, melynek önmagában nincs gyógyászati hatása, de a szervezetbe kerülve (in vivo) aktív hatóanyaggá metabolizálódik. A prodrug előgyógyszer, melyből a szervezet állítja elő a „gyógyszert”.
A legtöbb esetben a prodrugok olyan vegyületek, melyek egy-két kémiai vagy enzimatikus lépés után válnak aktív hatóanyaggá. Még az is előfordul, hogy a prodrug a szervezetbeli lebontáskor két aktív hatóanyaggá alakul.
A prodrugok alkalmazásának célja a hatóanyag felszívódásának javítása, a felszívódás gyorsítása vagy más probléma megszüntetése.

## A klóramfenikol
A klóramfenikol antibiotikum. Vízben nagyon rosszul oldódik, ráadásul rettenetesen keserű ízű. Az 1950-es években, nem sokkal a forgalomba hozatalát követően két prodrugot is kifejlesztettek.
A klóramfenikol-hemiszukcinát nátriumsó vízben oldható, így alkalmas intravénás, intramuszkuláris, szemészeti és fülészeti alkalmazásra. Hátránya viszont, hogy az in vivo klóramfenikollá alakítás csak részben megy végbe, a prodrug többi része a vesén keresztül változatlanul ürül ki.
A klóramfenikol-palmiátnak nincs keserű íze, így szuszpenzió formájában gyermekeknek is adható szájon át. Hátránya viszont a polimorfiára való hajlama, és hogy csak a β-polimorfból szabadul fel jelentős mennyiségű klóramfenikol.
A klóramfenikol példája jól mutatja a prodrugok alkalmazásának előnyeit, és egyúttal az ezzel járó hátrányokat, nehézségeket is.
További nehézséget okoz, hogy a prodrugokat természetükből adódóan csak szervezeten belül lehet vizsgálni, és az egyes fajok metabolizmusa jelentősen eltérhet egymástól.

## Története
Az acetanilidet már 1886-ban alkalmazták fájdalomcsillapításra, bár a hatásmechanizmusát akkor még nem ismerték. Később derült ki, hogy paracetamollá metabolizálódik, azaz prodrug.
A meténamin 1899-ben került forgalomba húgyúti fertőzések kezelésére. A szervezetben a köztudottan fertőtlenítő hatású formaldehiddé metabolizálódik.
Az aszpirin a szalicilsav kevésbé irritáló produgja.

## Példák prodrugra
| Hatóanyag   | Prodrug              |
| ----------- | -------------------- |
| adefovir    | tenofovir            |
| GS4071      | oszeltamivir         |
| ganciklovir | valganciklovir       |
| olmezartán  | olmesartan medoxomil |
| valdecoxib  | parecoxib            |
| amprenavir  | foszamprenavir       |
| fenitoin    | foszfenitoin         |
| flukonazol  | foszfluconazol       |